# Bauschutzbereich
Der Bauschutzbereich (BSB) nach dem LuftVG dient der Hindernisüberwachung für Flugplätze. Es bedeutet nicht, dass etwas nicht gebaut werden darf, sondern lediglich, dass man neben einer baurechtlichen Genehmigung noch einer luftrechtlichen Genehmigung bedarf.
Aufgrund einer Stellungnahme durch die Deutsche Flugsicherung (DFS) nach § 31 LuftVG entscheidet die Luftfahrtbehörde des Landes, ob ein Hindernis im Bauschutzbereich errichtet werden darf.
Es werden drei verschiedene BSB unterschieden:
- Der große Bauschutzbereich LuftVG § 12 sowie
- Der kleine Bauschutzbereich LuftVG § 17.
- Der Baubeschränkungsbereich Klasse A-C und H der Richtlinie Nr. 699 über die Anordnung von Baubeschränkungsbereichen nach DDR-Recht (nur in Bundesländern Mecklenburg-Vorpommern, Berlin-Brandenburg, Sachsen-Anhalt, Sachsen und Thüringen) - nach §8 keine Ausnahmegenehmigung für die Errichtung von baulichen Anlagen in den An- und Abflugsektoren möglich.

Findet an einem Flugplatz IFR-Verkehr statt, sollte der Platz den großen BSB nach LuftVG § 12 vorhalten.
Ist es aufgrund der regionalen Bedingungen nicht möglich, für einen Platz mit IFR-Verkehr einen BSB nach LuftVG § 12 vorzuhalten, muss ein BSB § 17 und zusätzlich ein sogenannter Hindernisinformationsbereich, der von der DFS festgelegt wird, eingerichtet werden.
Aufgrund der Bekanntmachung der Hindernisse durch den BSB kann die DFS entsprechende OCAs, OCHs berechnen und veröffentlichen.